# Luis Pérez-Sala
Luis Pérez-Sala Valls-Taberner (Barcelona, 15 mei 1959) is een voormalig Spaans autocoureur. Hij maakte zijn Formule 1-debuut in 1988 bij Minardi en nam deel aan 32 Grands Prix waarvan hij er 26 mocht starten.
Pérez-Sala won het Italiaans Formule 3 kampioenschap in 1985 en stapte al snel over naar de Formule 3000, waar hij in het seizoen 1986 twee races won. In 1987 werd hij vervolgens tweede in het kampioenschap. Hierna stapte hij over naar Minardi waarvoor hij deelnam aan 32 Grands Prix. Hij scoorde één punt in 1986.
Hierna stapte hij over naar het Spaans touring car kampioenschap.